# Daisuke Asahi
Daisuke Asahi (født 26. juli 1980) er en japansk tidligere professionel fodboldspiller.
Han har spillet for flere forskellige klubber i sin karriere, herunder Kataller Toyama.